# 대교초등학교 (경북)
대교초등학교는 대한민국 경상북도 칠곡군에 있는 공립 초등학교이다.

## 학교 연혁
- 2005.03.01 대교초등학교로 개교, 27학급 편성(842명) / 초대 하용명 교장 취임
- 2006.03.01 경상북도교육청지정 정보통신윤리 시범학교 지정 / 정보통신윤리위원회 지정 사이버 청정학교
- 2008.03.01 경상북도교육청 지정 시범학교 운영(미술과 교유과정) / 34학급 편성
- 2010.01.22 영어체험교실 구축
- 2010.02.26 인조잔디 구장 및 우레탄 트랙 조성
- 2010.09.01 학교문화개선 선도 시범학교 선정(2010년 9월 1일~ 2011년 2월 28일)
- 2010.11.30 2010년 학부모 학교참여 우수학부모회 선정 교육과학기술부장관 표창
- 2011.01.27 ‘2010 전국 100대 교육과정 우수학교’선정 교육과학기술부장관 표창
- 2011.05.01 창의.인성 모델학교 운영(2011년 5월 1일~2012년 2월 29일)
- 2011.12.31 2011학년도 학교평가 최우수학교 교육과학기술부 표창
- 2012.03.01 창의.인성 모델학교 지정 운영(2012년 3월 1일~ 2014년 2월 28일)
- 2013.12.31 2013 전국 100대 교육과정 우수학교 교육과학기술부 장관 표창
- 2014.09.01 제5대 김기한 교장 부임
- 2015.02.16 제10회 졸업식 (총 졸업생 1460명)
- 2015.03.01 교육부 요청 경북교육청지정 디지털교과서 연구학교 운영(′15~′16)
- 2015.03.02 입학식(10학급 282명)

## 참고 자료
- 대교초등학교 - 한국교육학술정보원 학교알리미